# Tarikhaneh
El templo de Tarikhaneh (en persa: پرستشگاه تاریخانه‎), también llamado mezquita de Tarikhaneh (مسجد تاریخانه), es un monumento de la época sasánida situado en el límite sur de la actual ciudad de Damghan, Irán.

## Historia
Este templo se encontraba en el lugar de culto preislámico de los zoroastrianos y lo utilizaban como fuego o templo de fuego, y tiene unos 2300 años de antigüedad. Esta estructura se utilizó inicialmente como templo de fuego zoroastriano durante el periodo sasánida, pero tras la caída de esta dinastía, se convirtió en mezquita en el siglo VIII. El monumento es, por tanto, conocido como la mezquita más antigua de Irán.

## Etimología
Tarikhaneh significa 'histórico' en persa. Otros nombres como Tarik Khaneh («Casa Oscura») son falsos.

## Arquitectura y diseño
Antes de la llegada del Islam a Irán y en la zona de Qomes, los habitantes de esta ciudad utilizaban este lugar como ritual de ceremonias religiosas de la religión. zoroastriana
La planta principal consiste en un patio cuadrado que está rodeado por arcadas de bóvedas de cañón sostenidas por arcos de ladrillo cocido ligeramente apuntados y asentados sobre pilares circulares más bien rechonchos, típicos de la arquitectura sasánida. Los pilares tienen 3,5 metros de altura y casi 2 metros de diámetro.
A cierta distancia de la mezquita se encuentran los restos de una columna cuadrada de fecha incierta, posiblemente del periodo de construcción original, y un alminar cilíndrico del periodo selyúcida. El alminar se construyó entre 1026 y 1029 para sustituir a un minarete más antiguo del siglo IX, y está sorprendentemente dividido en seis zonas de ornamentación, cada una de ellas revestida de ladrillo con un patrón geométrico diferente, tiene 4,2 metros de diámetro; su parte superior ha caído, pero originalmente debió de medir más de 30 metros de altura, con una galería apoyada en ménsulas de mocárabes.

## Galería

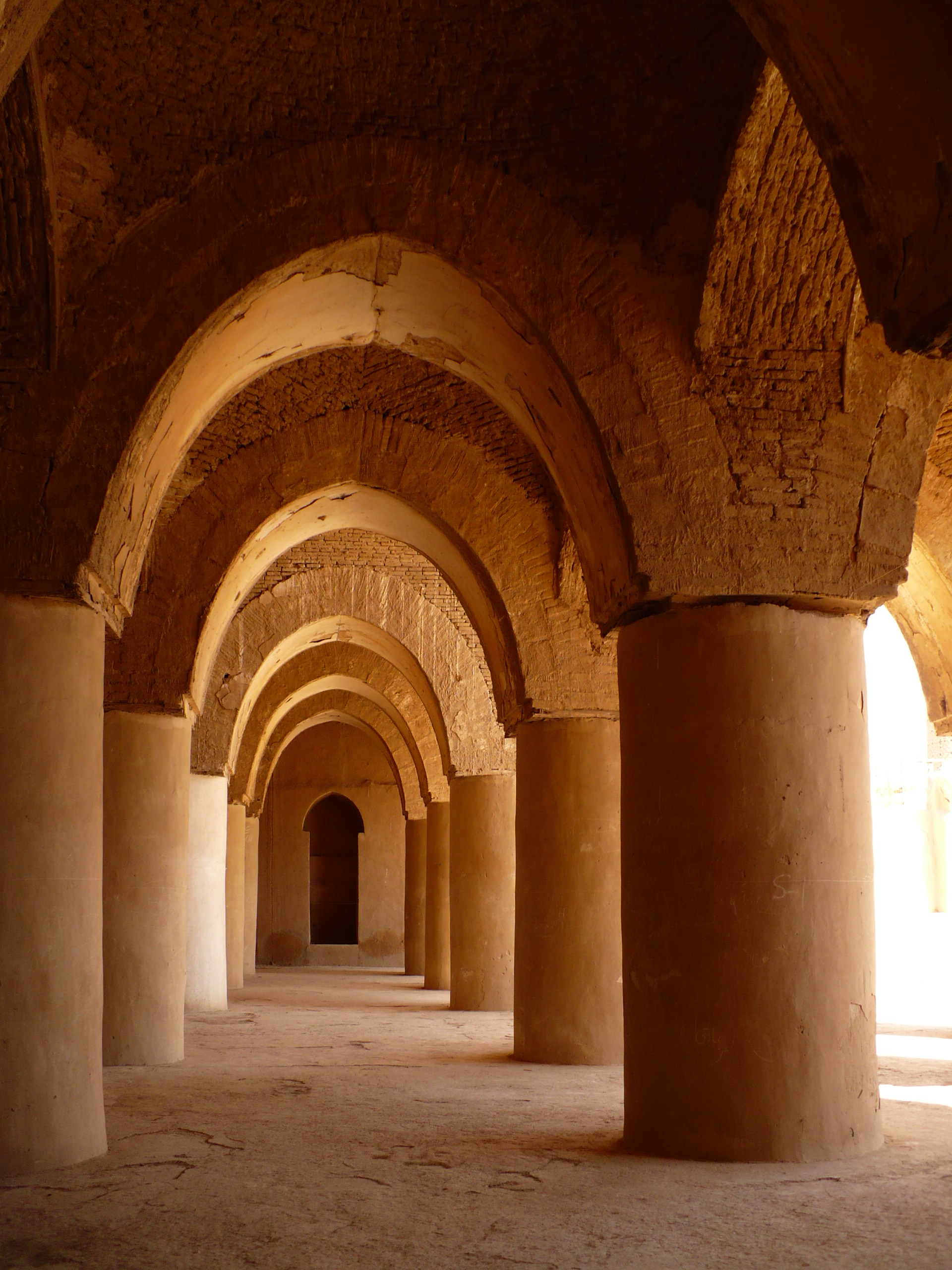
Vistas del pórtico de Tarikhaneh.
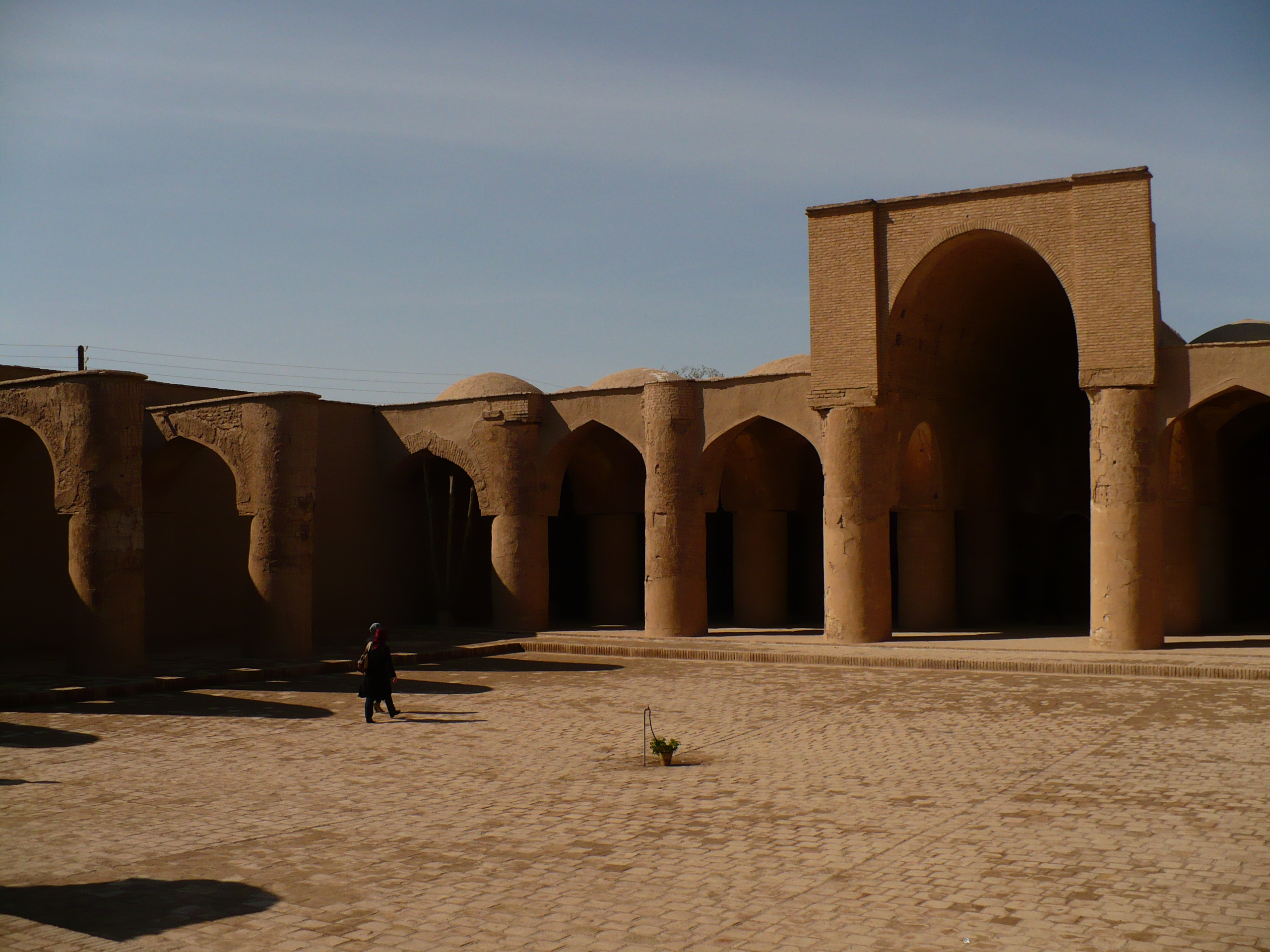
Vista del patio con las arcadas
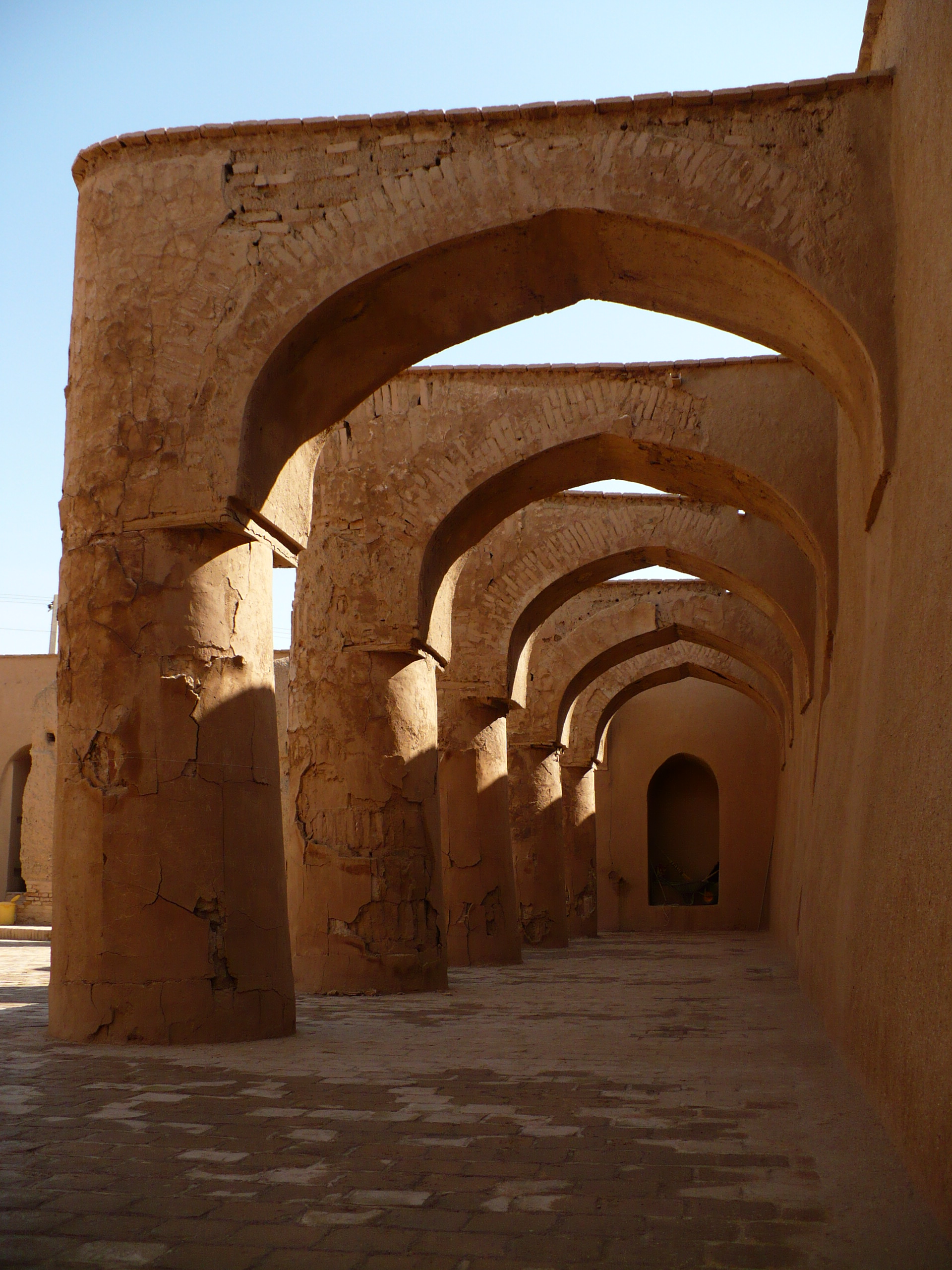
Detalle de las arcadas.
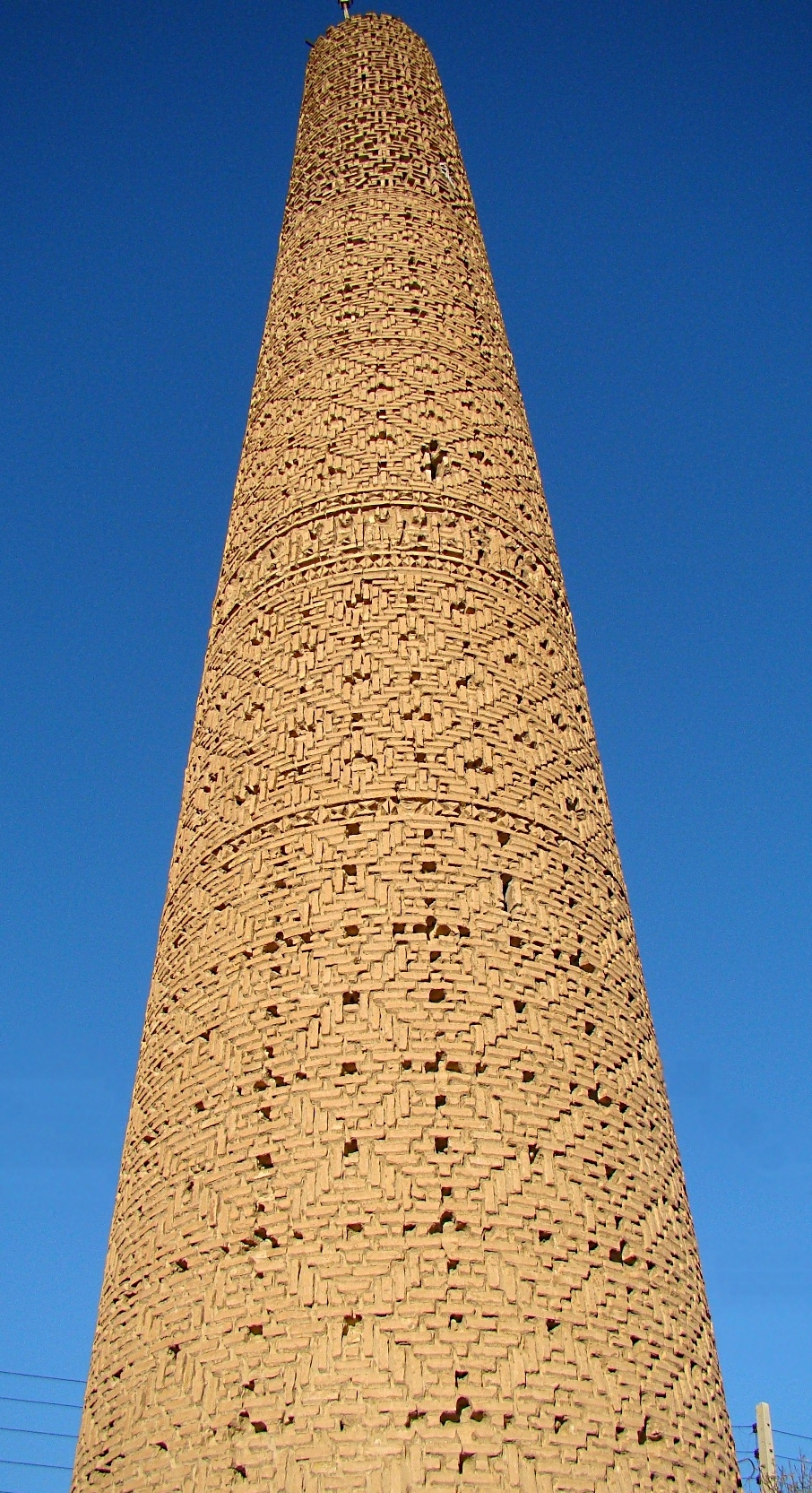
Vistas del alminar o minarete.
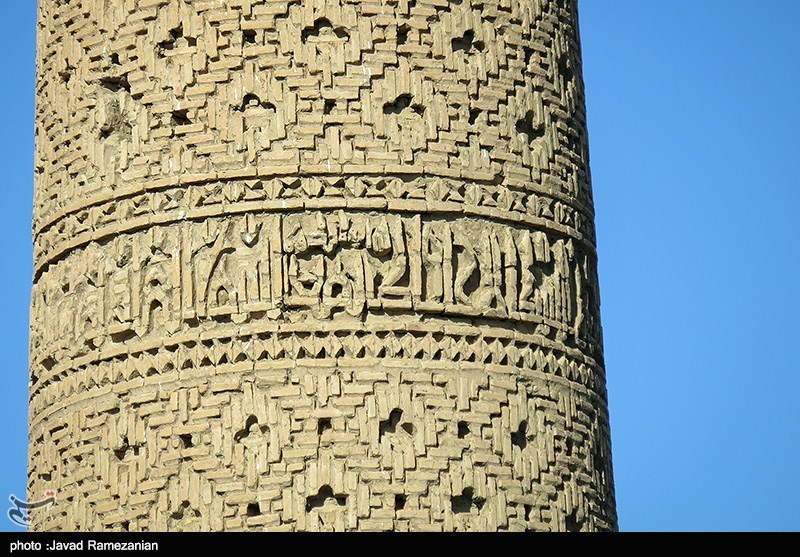
Detalle de la decoración geométrica.
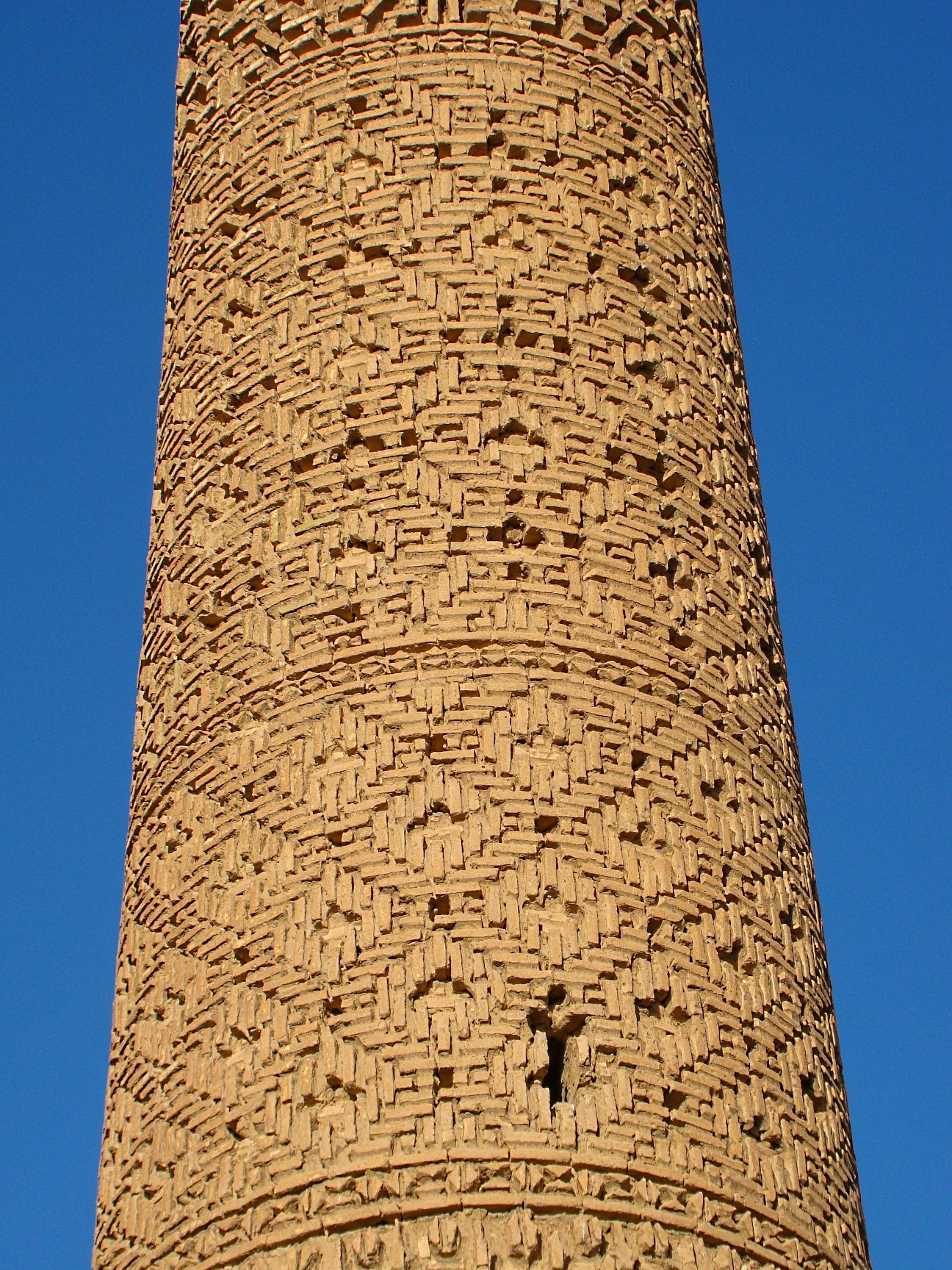
Detalle del minarete.